# Magnit

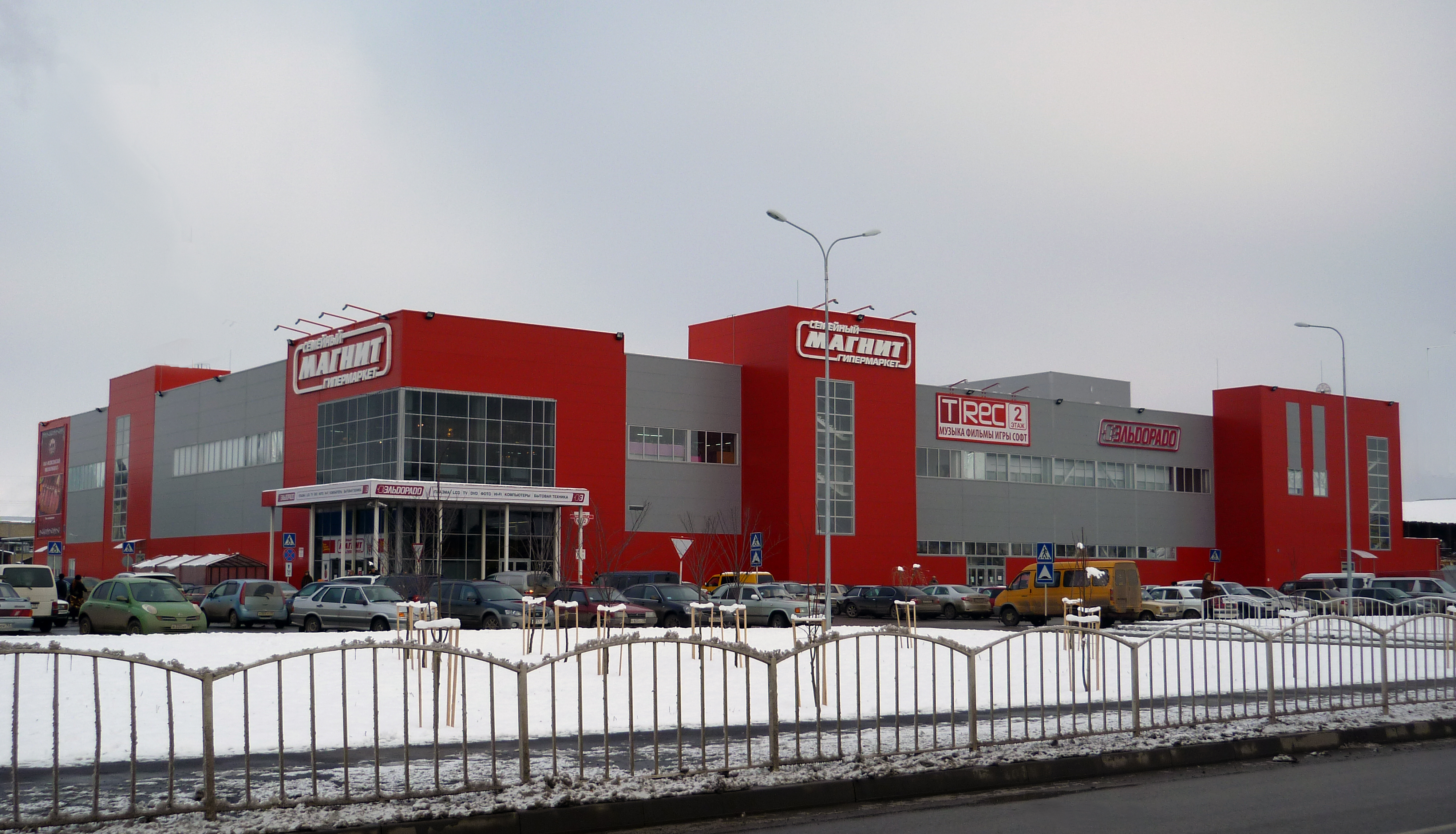
Ein Magnit-Hypermarkt in Armawir

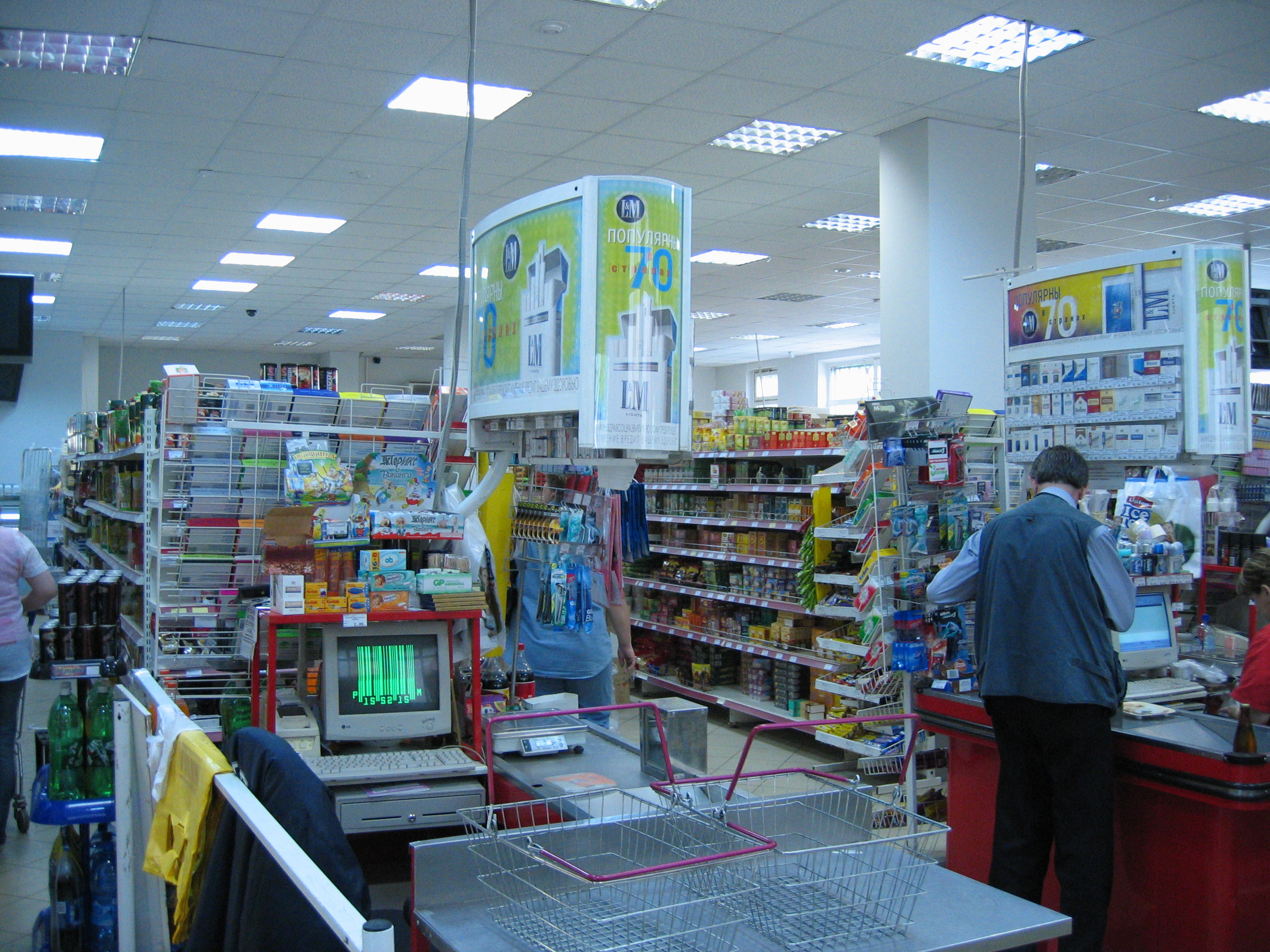
Ein Magnit-Markt in Moskau, Innenansicht

PAO Magnit (russisch ПАО Магнит) ist ein russischer Einzelhandelskonzern mit Firmensitz in Krasnodar. 2020 verfügte es über ein russlandweites Netz mit 21.500 Lebensmittelmärkten, 320.000 Mitarbeitern, 38 Logistikzentren und 17 eigenen Produktionsstätten. Im gleichen Jahr erzielte es einen Umsatz von 1,55 Billionen RUB (17,4 Mrd. Euro)  in Russland. Das Unternehmen ist börsennotiert und im RTS-Index am Russian Trading System gelistet.

## Geschichte
Das Unternehmen wurde 1994 ursprünglich unter dem Namen Tander von Sergei Galizki als Großmarkt in der südrussischen Stadt Krasnodar gegründet. Zu den Produkten, die Magnit verkauft, gehörten anfangs Kosmetika, Parfüm und Haushaltswarenprodukte.
Schließlich beschloss man, in den Einzelhandel zu expandieren. 1998 eröffnete Galizki daher den ersten Supermarkt unter dem Namen „Magnit“.
Seitdem expandierte das Unternehmen massiv. Bereits Ende 2005 betrieb Magnit über 1.500 Supermärkte in ganz Russland. Bald darauf begann man auch mit dem Bau von großen Hypermärkten. Seit 2010 begann man zudem unter dem Namen „Magnit-Kosmetik“ Drogeriemärkte zu eröffnen. Nach Angabe von The Economist hatte Magnit im Jahr 2013 Quartalsumsätze von 4,3 Mrd. US-Dollar. Magnit ist bislang hauptsächlich im europäischen Teil Russlands aktiv.
Anfang 2018 verkaufte Galizki seine Anteile an Magnit an die staatliche Bankengruppe VTB. Vor der Firmenzentrale feierten ihn Mitarbeiter mit „danke, danke“-Rufen.

## Belege
1. ↑  Archivierte Kopie (Memento vom 22. Oktober 2012 im Internet Archive)
2. ↑  Russlands LEH-Marktführer Magnit will in den DIY-Markt. Abgerufen am 15. Dezember 2023.
3. ↑  Einzelhandel: Der brillante Milliardär hinter „Russlands Aldi“ - WELT. 21. September 2015, abgerufen am 15. Dezember 2023.
4. ↑  Sergey Galitskiy: Die Krise als Chance verstehen. Abgerufen am 15. Dezember 2023.
5. ↑  Archivierte Kopie (Memento vom 23. Oktober 2012 im Internet Archive)
6. ↑  http://www.vedomosti.ru/newspaper/article/252243/krasota_ot_magnita. Abgerufen am 2. Februar 2024 (russisch).
7. ↑  Russian retailing: A Magnit for investors. In: The Economist, 8. Juni 2013.
8. ↑  http://www.magnit-info.ru/buyers/cities/
9. ↑  Polina Nikolskaya, Maria Kiselyova: Tearful Magnit founder sells out to banking group VTB for $2.5 billion. In: Reuters. Reuters, 16. Februar 2018, abgerufen am 18. Februar 2018 (englisch).
10. ↑  A Russian Oligarch Walks Away From His $8 Billion Empire. In: The Moscow Times. 16. Februar 2018, abgerufen am 18. Februar 2018 (englisch).